# Przełączka pod Żabią Lalką
Przełączka pod Żabią Lalką (niem. Puppenscharte, słow. Sedielko nad Žabiou Lalkou, węg. Békás-babai-csorba, ok. 2080 m) – wąska przełęcz w bocznej grani odchodzącej od Żabiej Grani na południowy zachód z wierzchołka Żabiego Mnicha w polskich Tatrach Wysokich. Oddziela ona niższy wierzchołek Żabiego Mnicha, zwany Żabim Kapucynem lub Niżnim Żabim Mnichem, na północnym wschodzie od charakterystycznej Żabiej Lalki na południowym zachodzie. Przez przełączkę biegnie najłatwiejsza droga na Żabią Lalkę oraz dojście do początku południowo-zachodniej grani Żabiego Mnicha.
Z Przełączki pod Żabią Lalką na obydwie strony opadają głębokie kominy. Komin po orograficznie prawej stronie (północno-zachodni) przechodzi w trawiasto-piarżysty Lalkowy Zachód opadający na Białczański Upłaz. W kominie dwa wyciągi, pierwszy z przewieszką. Górna część komina to łatwa rynna. Z lewej strony uchodzi do niej bardzo stromo Zacięcie Ustupskiego. Komin po lewej stronie przełączki (południowo-wschodni) opada na Lalkowy Chodnik.

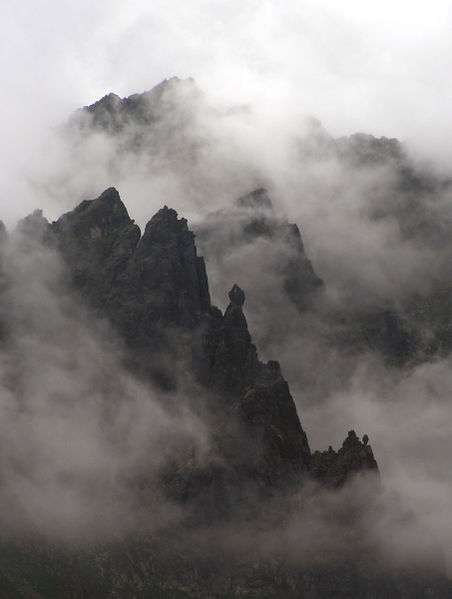
Żabi Mnich, Przełączka pod Żabią Lalką i Żabia Lalka od strony północnej

## Taternictwo
- Drogi wspinaczkowe:

1. Północno-zachodnim kominem; III, z Lalkowego Zachodu 30 min[2].
2. Południowo-wschodnim kominem; I w skali tatrzańskiej, czas przejścia z Lalkowego Chodnika 15 min

- Pierwsze przejścia:
- wejście letnie – Janusz Chmielowski, Adam Kroebl, Adam Staniszewski i przewodnik Józef Gąsienica Tomków, 18 sierpnia 1907 r.,
- próba wejścia zimowego – Zbigniew Korosadowicz i Włodzimierz Stachnik, styczeń 1937 r.[4]